# Saint-Ouen-les-Vignes
Saint-Ouen-les-Vignes település Franciaországban, Indre-et-Loire megyében. Lakosainak száma 975 fő (2022. január 1.). Saint-Ouen-les-Vignes Autrèche, Cangey, Limeray, Montreuil-en-Touraine és Pocé-sur-Cisse községekkel határos.

## Népesség
A település népessége az elmúlt években az alábbi módon változott:
| Lakosok száma | 496  | 727  | 747  | 1033 | 1022 | 1016 | 1016 | 993  | 982  | 975  |
|               | 1968 | 1982 | 1990 | 2006 | 2013 | 2015 | 2017 | 2019 | 2020 | 2022 |